# Squadra messicana di Coppa Davis
La squadra messicana di Coppa Davis rappresenta il Messico nella Coppa Davis, ed è posta sotto l'egida dalla Federación Mexicana de Tenis.
La squadra partecipa alla competizione dal 1924, e nella Coppa Davis 2010 è stata promossa al Gruppo I della zona Americana. Il miglior risultato della sua storia è il secondo posto ottenuto nell'edizione del 1962, quando perse la finale di Brisbane contro i padroni di casa dell'Australia per 5-0.
L'ultima partecipazione del Messico nel Gruppo Mondiale è datata 1997.

## Organico 2019
Vengono di seguito illustrati i convocati per ogni singolo turno della Coppa Davis 2019. A sinistra dei nomi la nazione affrontata e il risultato finale. Fra parentesi accanto ai nomi, il ranking del giocatore nel momento della disputa degli incontri (la "d" indica che il ranking corrisponde alla specialità del doppio).
| Gruppo II - Primo turno | Gruppo II - Primo turno                                                                                             |
| Paraguay (4-1)          | Lucas Gómez (735) Manuel Sánchez (830) Luis Patiño (1057) Santiago González (58 d) Miguel Ángel Reyes Varela (84 d) |
| ----------------------- | --- |

## Risultati
= Incontro del Gruppo Mondiale

### 2010-2019
| Anno | Turno                       | Data            | Sede                             | Avversario      | Punteggio | Esito     |
| ---- | --------------------------- | --------------- | -------------------------------- | --------------- | --------- | --------- |
| 2010 | Gruppo II, 1º turno         | 5-7 marzo       | Città del Messico (MEX)          | Guatemala       | 5–0       | Vittoria  |
| 2010 | Gruppo II, 2º turno         | 7-9 maggio      | Encarnación (PRY)                | Paraguay        | 4–1       | Vittoria  |
| 2010 | Gruppo II, Playoff          | 17-19 settembre | Città del Messico (MEX)          | Venezuela       | 4–1       | Vittoria  |
| 2011 | Gruppo I, 1º turno          | 4-6 marzo       | Città del Messico (MEX)          | Canada          | 1–4       | Sconfitta |
| 2011 | Gruppo I, Playoff 1º turno  | 16-18 settembre | Guayaquil (ECU)                  | Ecuador         | 2–3       | Sconfitta |
| 2011 | Gruppo I, Playoff 2º turno  | 28-30 ottobre   | Città del Messico (MEX)          | Colombia        | 0–5       | Sconfitta |
| 2012 | Gruppo II, 1º turno         | 10-12 febbraio  | Città del Messico (MEX)          | El Salvador     | 5–0       | Vittoria  |
| 2012 | Gruppo II, 2º turno         | 6-8 aprile      | Città del Messico (MEX)          | Barbados        | 5–0       | Vittoria  |
| 2012 | Gruppo II, Playoff          | 14-16 settembre | Santiago de los Caballeros (DOM) | Rep. Dominicana | 2–3       | Sconfitta |
| 2013 | Gruppo II, 1º turno         | 1-3 febbraio    | Humacao (PRI)                    | Porto Rico      | 4–1       | Vittoria  |
| 2013 | Gruppo II, 2º turno         | 5-7 aprile      | Santa Tecla (SLV)                | El Salvador     | 2–3       | Sconfitta |
| 2014 | Gruppo II, 1º turno         | 31 gen.-2 feb.  | Città del Guatemala (GUA)        | Guatemala       | 3–2       | Vittoria  |
| 2014 | Gruppo II, 2º turno         | 4-6 aprile      | Puebla (MEX)                     | Perù            | 3–2       | Vittoria  |
| 2014 | Gruppo II, Playoff 2º turno | 12-14 settembre | Saint Michael (BRB)              | Barbados        | 2–3       | Sconfitta |
| 2015 | Gruppo II, 1º turno         | 6-8 marzo       | Mérida (MEX)                     | Belgio          | 3–1       | Vittoria  |
| 2015 | Gruppo II, 2º turno         | 17-19 luglio    | Talcahuano (CHL)                 | Cile            | 0–5       | Sconfitta |
| 2016 | Gruppo II, 1º turno         | 4-6 marzo       | San Francisco de Campeche (MEX)  | Guatemala       | 3–2       | Vittoria  |
| 2016 | Gruppo II, 2º turno         | 15-17 luglio    | Lima (PER)                       | Perù            | 1–4       | Sconfitta |
| 2017 | Gruppo II, 1º turno         | 3-5 febbraio    | Città del Guatemala (GUA)        | Guatemala       | 1–3       | Sconfitta |
| 2017 | Gruppo II, Playoff 1º turno | 7-9 aprile      | Zapopan (MEX)                    | Paraguay        | 5–0       | Vittoria  |
| 2018 | Gruppo II, 1º turno         | 3-4 febbraio    | Tijuana (MEX)                    | Porto Rico      | 5–0       | Vittoria  |
| 2018 | Gruppo II, 2º turno         | 7-8 aprile      | Metepec (MEX)                    | Perù            | 3–1       | Vittoria  |
| 2018 | Gruppo II, Playoff          | 15-16 settembre | Montevideo (URY)                 | Uruguay         | 1–3       | Sconfitta |
| 2019 | Gruppo II, Playoff          | 14-15 settembre | Encarnación (PRY)                | Paraguay        | 4–1       | Vittoria  |

## Andamento
La seguente tabella riflette l'andamento della squadra dal 1990 ad oggi.
| Pos.           | 90 | 91 | 92 | 93 | 94 | 95 | 96 | 97 | 98 | 99 | 00 | 01 | 02 | 03 | 04 | 05 | 06 | 07 | 08 | 09 | 10 | 11 | 12 | 13 | 14 | 15 | 16 | 17 | 18 | 19 |
| -------------- | -- | -- | -- | -- | -- | -- | -- | -- | -- | -- | -- | -- | -- | -- | -- | -- | -- | -- | -- | -- | -- | -- | -- | -- | -- | -- | -- | -- | -- | -- |
| Campione       |    |    |    |    |    |    |    |    |    |    |    |    |    |    |    |    |    |    |    |    |    |    |    |    |    |    |    |    |    |    |
| Finalista      |    |    |    |    |    |    |    |    |    |    |    |    |    |    |    |    |    |    |    |    |    |    |    |    |    |    |    |    |    |    |
| SF             |    |    |    |    |    |    |    |    |    |    |    |    |    |    |    |    |    |    |    |    |    |    |    |    |    |    |    |    |    |    |
| QF             |    |    |    |    |    |    |    |    |    |    |    |    |    |    |    |    |    |    |    |    |    |    |    |    |    |    |    |    |    |    |
| OF             |    |    |    |    |    |    |    |    |    |    |    |    |    |    |    |    |    |    |    |    |    |    |    |    |    |    |    |    |    |    |
| Qualificazioni | x  | x  | x  | x  | x  | x  | x  | x  | x  | x  | x  | x  | x  | x  | x  | x  | x  | x  | x  | x  | x  | x  | x  | x  | x  | x  | x  | x  | x  |    |
| Gruppo I       |    |    |    |    |    |    |    |    |    |    |    |    |    |    |    |    |    |    |    |    |    |    |    |    |    |    |    |    |    |    |
| Gruppo II      |    |    |    |    |    |    |    |    |    |    |    |    |    |    |    |    |    |    |    |    |    |    |    |    |    |    |    |    |    |    |
| Gruppo III     | x  | x  |    |    |    |    |    |    |    |    |    |    |    |    |    |    |    |    |    |    |    |    |    |    |    |    |    |    |    |    |
| Gruppo IV      | x  | x  | x  | x  | x  | x  | x  |    |    |    |    |    |    |    |    |    |    |    |    |    |    |    | x  | x  | x  | x  | x  | x  | x  | x  |

Legenda
- Campione: La squadra ha conquistato la Coppa Davis.
- Finalista: La squadra ha disputato e perso la finale.
- SF: La squadra è stata sconfitta in semifinale.
- QF: La squadra è stata sconfitta nei quarti di finale.
- OF: La squadra è stata sconfitta negli ottavi di finale (1º turno). Dal 2019 sostituito dal Round Robin.
- Qualificazioni: La squadra è stata sconfitta al turno di qualificazione. Istituito nel 2019.
- Gruppo I: La squadra ha partecipato al Gruppo I della propria zona di appartenenza.
- Gruppo II: La squadra ha partecipato al Gruppo II della propria zona di appartenenza.
- Gruppo III: La squadra ha partecipato al Gruppo III della propria zona di appartenenza.
- Gruppo IV: La squadra ha partecipato al Gruppo IV della propria zona di appartenenza.
- x: Ove presente, la x indica che in quel determinato anno, il Gruppo in questione non è esistito nella zona geografica di appartenenza della squadra.